# Enej
Az Enej (cirill betűkkel Еней) egy ukrán rockegyüttes volt az 1960-as évek végén és az 1970-es évek elején. 

## Tagok

### Alapító tagok
- Kiril Sztecsenko – gitár, hegedű, fuvola, billentyűs hangszerek, szájharmonika, ének
- Tarasz Petrinenko – ének, billentyűs hangszerek
- Igor Szablovszkij – ritmusgitár, basszusgitár, hegedű, ének, billentyűs hangszerek
- Mikola Kirilin – basszusgitár, ének, nagybőgő, billentyűs hangszerek
- Alekszander Blinov – dobok, xilofon, billentyűs hangszerek, ének
- Eugen Oszadcsij – gitár
- Vlagyimir Davidov – szaxofon
- Natalia Gura – ének

### Később csatlakozott tagok
- Ruszlan Szparov – billentyűs hangszerek, fuvola, ének
- Tatarcsenko Gennagyij – gitár, billentyűs hangszerek, ének
- Konstantin Kurko – dob
- Tarasz Melnyik – billentyűs hangszerek
- Mikhalyuk Valerij – gitár
- Szergej Virozub – gitár
- Andrij Turkovszkij
- Vlagyimir Szolgyatenko
- Jurij Vaszilevics – szaxofon
- Vlagyimir Kopot – trombita
- Fedor Krizanyivszkij – harsona
- Inna Gorgyga – cselló